# Krupuk
Krupuk, kerupuk eller kroepoek på indonesisk); Keropok på (malaysisk); er populære snacks eller chips i dele af Øst- og Sydasien. Krupuk er friturestegte kiks lavet af rejer og stivelse. Kerupuk findes hos alle traditionelle handlende og ved alle spisesteder.
Kerupuk er en dagligdags ingrediens, som mange indonesere slet ikke kan forestille sig at undvære, og som de føler indgår som uundværligt i tilknytning til ethvert måltid.
Kerupuk findes i alle tænkelige former og farver. Hovedingredienserne er ris, rismel, hvidløg, peber og sukker samt kokosolie til stegning.